# Brontotheriidae
De Brontotheriidae zijn een familie van zoogdieren die behoort tot de onevenhoevigen. De soorten uit deze groep waren veelal grote, neushoornachtige dieren. De brontotheriën leefden in het Eoceen (55 - 34 miljoen jaar geleden).

## Ontwikkeling
De brontotheriën ontstonden in het Eoceen in Noord-Amerika. In de eerste miljoenen jaren waren het nog kleine dieren, maar uiteindelijk evolueerden de brontotheriën zich tot reusachtige vormen.
De brontotheriën hadden vier tenen aan de voorpoten en drie aan de achterpoten. Daarnaast hadden ze maar een geringe herseninhoud, slechts zo groot als een vuist. Brontotheriën waren herkenbaar aan de kenmerkende, met huid bedekte knots op de neus, die bij mannelijke dieren groter was dan bij de wijfjes. Hun hoorn bestond in tegenstelling tot die van neushoorns uit bot in plaats van uit hoorn. De hoorns speelden waarschijnlijk een belangrijke rol bij seksueel vertoon en ze werden vermoedelijk ook gebruikt bij gevechten tussen rivaliserende mannetjes en als verdediging van de jongen tegen roofdieren. Door hun grootte hadden volwassen brontotheriën echter weinig te duchten van roofdieren, zelfs niet van de enorme Andrewsarchus en Hyaenodon. Brontotheriën kwamen op het gehele Noordelijk Halfrond voor. De brontotheriën waren erg succesvol, maar in het Midden-Oligoceen (circa 30 miljoen jaar geleden) begonnen hun aantallen terug te lopen door te sterke concurrentie van de neushoorns. Laatstgenoemde dieren hadden inmiddels ook grote afmetingen bereikt (bijvoorbeeld Indricotherium) en zij zouden de brontotheriën uiteindelijk vervangen als de grootste herbivoren.

## Soorten
De bekendste brontotheriën zijn Brontotherium, Embolotherium en Brontops. Brontotherium leefde gedurende het Vroeg-Oligoceen in Noord-Amerika. Dit hoefdier had een lengte van 4,5 meter, een schouderhoogte van 2,5 meter en een gewicht van ongeveer vier ton. Embolotherium was de Aziatische tegenhanger van Brontotherium. De leden van dit geslacht hadden dezelfde afmetingen en leefden in dezelfde periode als hun Amerikaanse verwant. Alleen de versiering op de kop was een beetje anders: de hoorn van Brontotherium bestond uit twee delen die samen voor een Y-vorm zorgden, terwijl die van Embolotherium uit slechts één, afgevlakt deel bestond.